# Liberate (Molly Pettersson Hammar)
Liberate è un singolo della cantautrice svedese Molly Pettersson Hammar, rilasciato in tutto il mondo il 10 giugno 2016 sotto il contratto con la casa discografica nazionale Warner Music Sweden.

## Il brano
La canzone, dalla durata di tre minuti e venti secondi è stata scritta dalla Hammar, Maria Jane Smith, Victor Thell e Benjamin Ingrosso, ha un sound corrispondente ad un mix tra il soul dei vecchi tempi e la musica elettronica contemporanea ed è stata nominata "Song of the Day" l'11 giugno 2016, il giorno seguente alla sua uscita, dal blog online A Bit of Pop Music, che ha apprezzato l'inedito, trovandolo molto piacevole da ascoltare alla radio, perfino ancor più di un singolo del disc jockey australiano Flume.

## Tracce
1. Liberate – 3:20 (Molly Pettersson Hammar, Maria Jane Smith, Victor Thell, Benjamin Ingrosso)